# Quatre Garnisons d'Anxi

Campagnes des Tang contre les États des Régions de l'Ouest.

Les Quatre Garnisons d'Anxi (chinois simplifié : 安西四镇 ; chinois traditionnel : 安西四鎮 ; pinyin : Ānxī Sìzhèn ; Wade : Anhsi Szuchen) sont des garnisons de l'armée chinoise créées entre 648 et 658, pendant la dynastie Tang. Ces garnisons sont situées dans les cités-États de Qiuci (Kucha), Yutian (Hotan), Shule (Kachgar) et Yanqi (Karachahr). Ces garnisons sont les bases principales à partir desquelles les Chinois assurent la surveillance et la protection du protectorat d'Anxi, dont le siège se trouve à Qiuci/Kucha.

## Historique
Le protectorat d'Anxi est créé en 640, à la suite de la conquête du royaume de Gaochang en septembre de cette année par le général Hou Junji. Après son annexion, ce royaume est transformé en Zhou de Xi (西州), qui devient le siège du protectorat d'Anxi le 11 octobre 640. Le siège du protectorat est déplacé à Qiuci en 648, après l'annexion du royaume de Kucha par la dynastie Tang.
Les débuts du protectorat sont marqués par des troubles locaux, provoqués et soutenus par le Khaganat des Turcs Occidentaux. Le Protecteur Général mis en poste par les Tang est assassiné et le siège du protectorat est à nouveau déplacé dans le Zhou de Xi en 651. Ce n'est que lorsque la dynastie Tang vainc le Khaganat des Turcs Occidentaux en 658, que le siège du protectorat revient à nouveau à Qiuci. L'établissement complet des quatre garnisons, et avec elles d'un véritable protectorat militaire des Tang sur le bassin du Tarim, date donc de 658, après la défaite d'Ashina Helu, le khagan des Turcs Occidentaux.
Après le déclin de l'hégémonie turque sur la région, c'est l'Empire du Tibet qui devient le principal concurrent des Tang pour le contrôle de cette zone. Les Tibétains envahissent à maintes reprises le bassin de Tarim et les royaumes voisins, contestant en permanence le contrôle des Tang sur les Régions de l'Ouest. Durant toute l'existence du protectorat, des secteurs entiers du bassin passent régulièrement des mains des Tang à celles des Tibétains et vice-versa. Au cours de cette période, le siège du protectorat est déplacé à Suiye, également connu sous le nom de Suyab, à cause des troubles. Les Tang ne réussissent à établir une stabilité relative dans la région qu'après 692, date à laquelle le siège du protectorat est réinstallé à Qiuci. Dès lors, il n'en bouge plus jusqu'à la disparition du protectorat durant la décennie 790,,,.
En 702, Wu Zetian transforme le Zhou de Ting (Jimsar) en protectorat de Beiting, auquel sont rattachés les Zhou de Yi (Hami) et Xi, au détriment du protectorat d'Anxi.
Même si l'emprise des Tang sur les régions de l'ouest est assez stable, l'Empire du Tibet continue d'attaquer le protectorat d'Anxi; sans arriver à y prendre pied avant le début de la révolte d'An Lushan en 755. Lorsque la révolte éclate, les Tang rappellent la majorité de leurs troupes en garnison sur les frontières pour essayer d'écraser An Lushan, ce qui donne aux Tibétains une occasion d'envahir les frontières de Tang en toute impunité. En 763, une grande armée tibétaine réussit même à occuper Chang'an, la capitale des Tang, pour une courte période de temps avant d’être obligée de se replier. La même année, les Tibétains occupent Yanqi, de manière bien plus durable. Le corridor du Hexi et le protectorat de Beiting, qui sont voisins du protectorat, sont également envahis.
La débâcle des Tang continue durant les années suivantes, car ils perdent le contrôle du Zhou de Liang en 764, de ceux de Gan et Su en 766,, de celui de Gua en 776, et du Zhou de Sha en 787.. Le protectorat de Beiting est également touché, car les Tang perdent le Zhou de Yi en 781, celui de Ting en 790 et le Zhou de Xi en 792.
Qiuci, le siège du protectorat d'Anxi, tombe en 787 et Yutian en 792. On ne sait pas ce qui est arrivé à Shule,.

## Les villes-garnisons
Le moine bouddhiste Xuanzang a visité les Régions de l'Ouest durant les années 630-640. Les descriptions qu'il a laissées dans ses différents ouvrages nous donnent une idée de l'aspect et de la richesse de la région à cette époque.

### Kucha

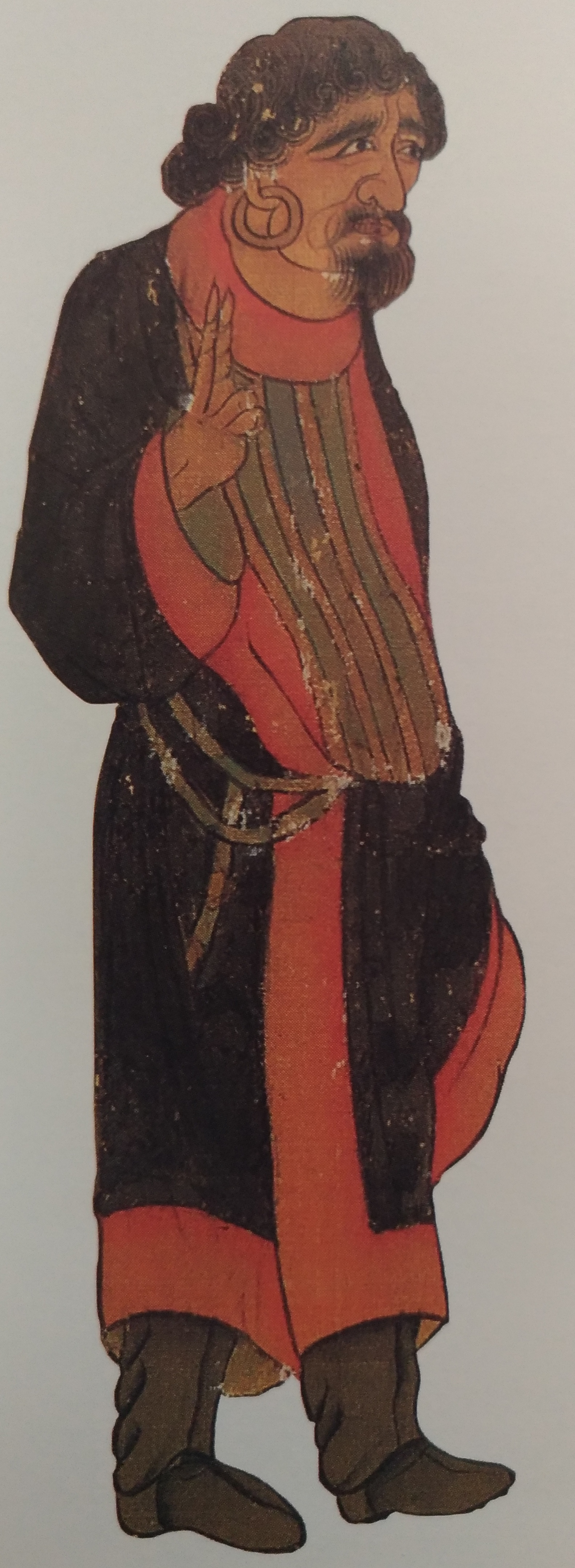
Tributaire de Kucha. Illustration extraite du Wang hui tu de Yan Liben

Xuanzang a visité Kucha durant les années 630. Il décrit cette cité de la manière suivante

« Le sol convient [à la culture du] riz et [des] grains... Il produit des raisins, des grenades et de nombreuses espèces de prunes, de poires, de pêches et d'amandes... Le sol est riche en minéraux comme l'or, le cuivre, le fer, le plomb et l'étain. L'air est doux, et les mœurs des gens honnêtes. Le style d'écriture est indien, avec quelques différences. Ils surpassent d'autres pays dans leur habileté à jouer du luth et de la flûte. Ils s'habillent de vêtements somptueux en soie et broderies....
Il y a environ 100 couvents dans ce pays, avec plus de 5000 disciples. Ceux-ci appartiennent au Petit véhicule de l'école Sarvāstivādin. Leurs doctrines et leurs règles de discipline sont comme celles de l'Inde, et ceux qui les lisent utilisent les mêmes [textes] originaux [qu'en Inde].... À peu près 40 Li au nord de cette ville désertique il y a deux couvents proches l'un de l'autre, sur la pente d'une montagne... À l'extérieur de la porte ouest de la ville principale, sur les côtés droit et gauche de la route, il y a des statues de Bouddha, d'environ 90 pieds de haut. »

### Karachahr
Selon le Zhoushu, ou livre de Zhou, qui est compilé autour de l'an 636, Karachahr était un petit pays pauvre et composé de plusieurs villes fortifiées. Voici comment il est décrit dans la traduction en anglais du Zhoushu réalisée par Roy Andrew Miller:
« Wedlock is about the same as among the Chinese. All the deceased are cremated and then buried. They wear mourning for seven full days, after which they put it off. The adult men all trim their hair to make a head decoration. Their written characters are the same as those of India. It is their custom to serve "Heavenly God(s)" but they also show reverence and trust in the law of the Buddha. They especially celebrate these days: the eighth day of the second month, and the eighth day of the fourth month. All the country abstains and does penance according to the teachings of Śākya, and follows His Way.
The climate is cold, and the land good and fertile. For cereals, they have rice, millet, pulse, wheat, and barley. For animals, they have camels, horses, cows, and sheep. They raise silk-worms but do not make silk, merely using [the silk fiber] for padding. It is their custom to relish grape wine, and also to love music. It is some ten li north of a body of water, and has an abundance of fish, salt, and rushes. In the fourth year of the period Pao-ting, its king sent an envoy to present its renowned horses. »
« Le mariage est environ le même que parmi les Chinois. Tous les morts sont incinérés et ensuite enterrés. Ils portent le deuil pendant sept jours entiers, après quoi ils le cessent. Les hommes adultes coupent leurs cheveux pour se faire une décoration dans la tête. Leurs caractères écrits sont les mêmes que ceux d'Inde. C'est leur coutume de servir "le(s) Dieu(x) Céleste(s)" mais ils montrent aussi de la révérence et confiance dans la loi du Bouddha. Ils célèbrent particulièrement ces jours : le huitième jour du deuxième mois, et le huitième jour du quatrième mois. Tout le pays s'abstient et fait pénitence selon les enseignements de Śākya, et suit Sa Voie. 
Le climat est froid, et la terre bonne et fertile. Pour les céréales, ils ont du riz, du millet, des légumes, du blé et de l'orge. Pour les animaux, ils ont des chameaux, des chevaux, des vaches et des moutons. Ils élèvent des vers à soie, mais ils ne font pas la soie, en utilisant simplement [la fibre de soie] pour le rembourrage. C'est leur coutume d'apprécier le vin de raisin et même d'aimer la musique. C'est à environ dix li au nord d'un miroir d'eau, et il a une abondance de poisson, de sel et de joncs. Dans la quatrième année de la période Pao-ting, son roi a envoyé un délégué pour présenter ses célèbres chevaux. »

### Kachgar

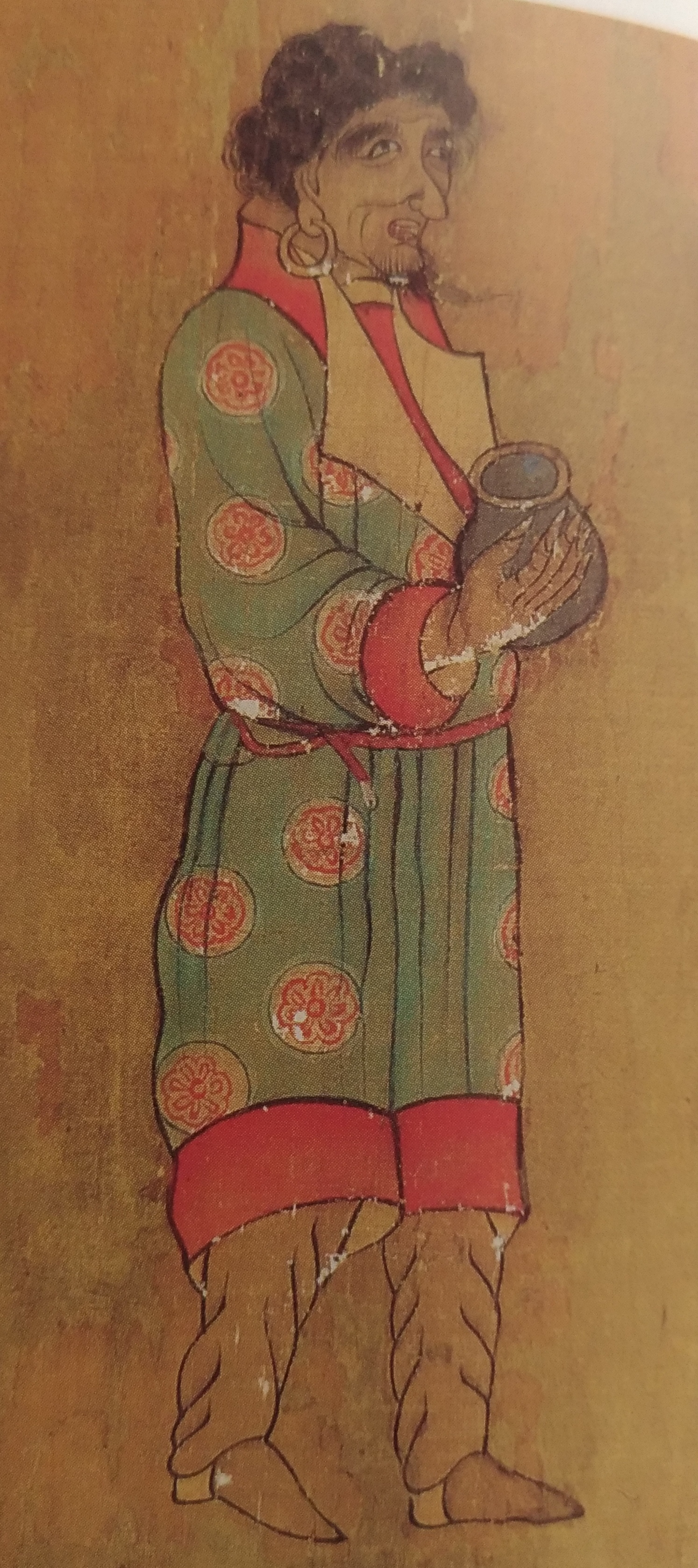
Tributaire de Hotan. Illustration extraite du Wang hui tu de Yan Liben.

Xuanzang se rend à Kashgar vers l'an 644, et selon le résumé qu'en fait Sally Hovey Wriggins, voici ce qu'il trouve dans cette ville:

« Sa première vision à l'approche de l'oasis la plus occidentale de la Chine est de nombreuses dunes de sable et de peu de sol fertile. Commentant l'oasis elle-même, il dit qu'"elle donne de bonnes récoltes et un luxe de fruits et de fleurs." Comme les vergers, les murs de la ville, les ruelles sinueuses, et les murs en briques des maisons devaient être attirant! Après le Pamir sombre et peu peuplé, comme le cœur se réchauffe à la vue des flots de gens qui vont et viennent, des poneys et des ânes chargés de biens, annonçant un centre commercial important. Xuanzang est allé au fameux bazar de Kashgar. "On obtient de ce pays feutre et tissu d'excellente qualité ainsi que de la laine fine. De plus, les habitants sont habiles à tisser divers types de tapis fins et moelleux." Xuanzang remarque également que les gens ont des yeux verts, suggérant l'origine sogdienne ou iranienne de l'est d'une partie de la population. 
 
 A Kashgar, il y avait des centaines de monastères bouddhistes avec plus d'un millier de moines, dont la plupart étaient d'une école Hinayana réaliste. Des vestiges de deux sites bouddhistes existent encore  près de Kashgar. Le premier, la caverne de trois immortels,qui date du IIe siècle, est taillé dans les falaises de la rivière Quiakmakh. Il est maintenant à trente pieds au-dessus du lit de la rivière. Il a deux chambres; des traces de peintures murales survivent dans la chambre de gauche. Le deuxième site, l'ancien village de Hanoi, était un peuplement bouddhiste prospère sous la dynastie Tang. Xuanzang est censé avoir visité le Stupa Mauri-Tim à cet endroit »

— Sally Hovey Wriggins
.

### Hotan
Xuanzang visite Hotan en 644 et y reste huit mois.

« Il décrit ce pays comme étant un circuit de plus de 4 000 Li, dont plus de la moitié étant composé de dunes de sable. Les terres cultivées, qui sont très limitées, donnent des céréales et des fruits de diverses sortes. Le pays produit des couvertures, du feutre fin, de la soie d'une texture artistique, et également du jade blanc et noir. Le climat est excellent, mais il y a des tourbillons et de la poussière volante. Les gens sont d'un tempérament doux, friands des Arts pratiques; ils sont faciles à approcher et ont des professions réglementées. Cette nation porte en estime la musique et les gens sont friands de danse et de chanson. Quelques-uns sont vêtus de laines et de fourrures, la majorité portant de la soie et du calicot.... Le système d'écriture est tiré de celui de l'Inde, mais la structure a été légèrement altérée par des sortes de changements successifs; et la langue parlée diffère de celle des autres pays. »